# Barleria prattensis
Barleria prattensis là một loài thực vật có hoa trong họ Ô rô. Loài này được Santapau mô tả khoa học đầu tiên năm 1948 publ. 1949.